# コラトゥーラ・ディ・アリーチ

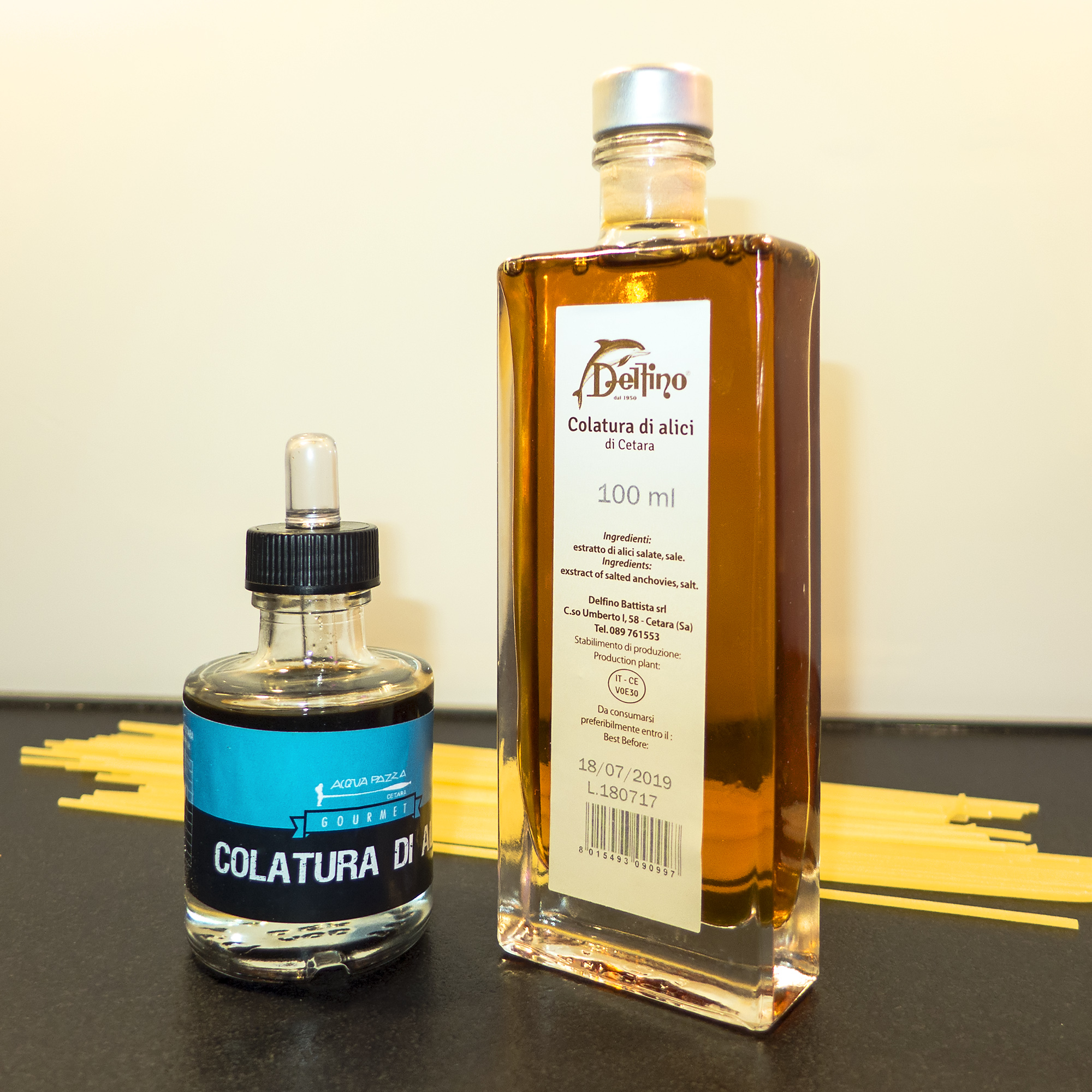
コラトゥーラ・ディ・アリーチ・ディ・チェターラの製品ボトル

コラトゥーラ・ディ・アリーチ、カタクチイワシのコラトゥーラ（イタリア語: Colatura di alici）は、イタリアの魚醤。カタクチイワシから作られる魚醤であり、タイのナンプラー、ベトナムのニョクマムと並んで知られる魚醤の1つである。

## 概要
カタクチイワシ（アンチョビ）と塩から作られる魚醤である。後述のチェターラ産をはじめ、イタリア南部やシチリア州など、イタリアの各地で作られているが、地域ごとに生産方法が独自であり、コラトゥーラの香り、塩分、色、透明度などは地域ごとにそれぞれ異なっている。

## 製法と名称
チェターラでの伝統的な製法は以下の通り。
1. 頭と内臓をとり除いたカタクチイワシに塩を振り、塩とイワシとを交互に木の桶に重ねて入れる。
2. 木桶にふたをし、石の重しを乗せて9か月熟成させる。

コラトゥーラという名前は、熟成後に木桶の底に開けた穴から液を滴らせる（コラーレ）ことからの命名である。

## 発祥
コラトゥーラは13世紀後半にアマルフィの近くの修道院でつくられるようになったのが始まりとされる。

## ガルムとの違い
古代ローマから食されている魚醤にガルムがあるが、コラトゥーラは頭と内臓をとり除いたカタクチイワシだけを塩漬けするのに対し、ガルムはさまざまな魚を内臓とともに発酵させるといった明確な違いがある。
アマルフィのあるソレント半島のすぐ北には、古代ローマ時代にガルムの一大産地だったポンペイもあり、ガルムとコラトゥーラと間に何らかのつながりがあるとするほうが自然であるとも言える。

## 利用法

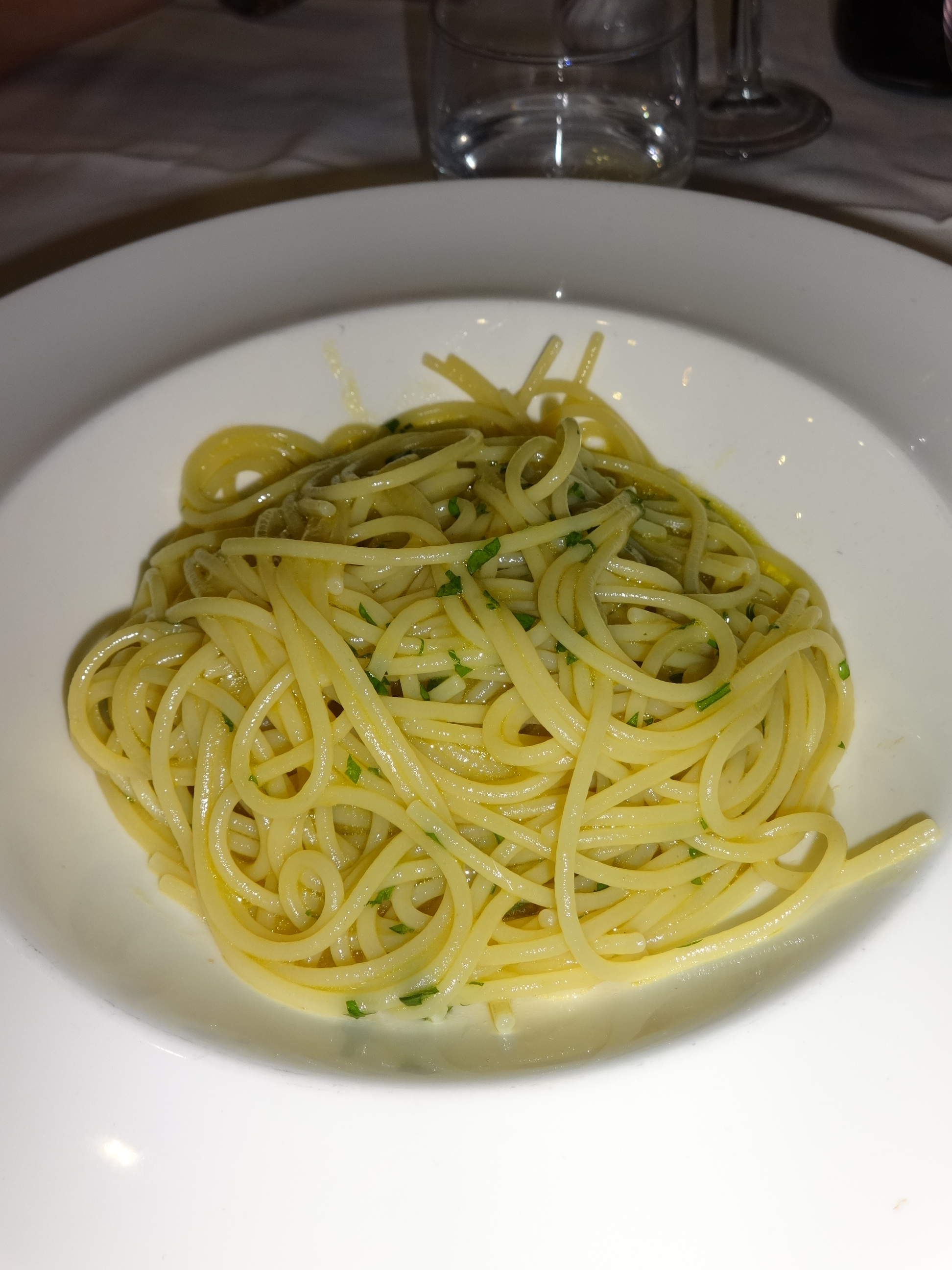
コラトゥーラ・ディ・アリーチを使ったスパゲティ

地元で豊富に獲れるカタクチイワシと塩のみを材料とし、時間をかけるだけで完成するコラトゥーラは、クチーナ・ポーヴェラ（貧しい料理）と称される素朴な庶民料理の調味料であり、庶民は、クリスマス前夜という大切な時間に感謝と共にコラトゥーラを用いた料理を食した。
オリーブオイル、つぶしたニンニク、刻んだイタリアンパセリ、コラトゥーラで茹でたスパゲティを和えた料理は、主にクリスマス前夜に食されており、翌年3月くらいまで食べられている。

## DOP認定
カンパニア州チェターラ産のコラトゥーラは、2020年10月にコラトゥーラ・ディ・アリーチ・ディ・チェターラ、チェターラのカタクチイワシのコラトゥーラ（Colatura di alici di CetaraとしてEUがDOP（原産地呼称保護）製品として認定した。
DOP認定にあたって、以下のような規定がされている。
- 原料となるカタクチイワシの漁場は、サレルノ県から12マイル以内で水深50メートルから水深200メートルの海域とする。
- カタクチイワシは漁から12時間以内にサレルノ県内の工房へ運ばれ、加工はそれから8時間以内に手作業で行うこと。
- 出来上がったコラトゥーラは澄んで輝きがあり、褐色がかった琥珀色であること。